# عمر يحيى (لاعب كرة قدم)
عمر يحيى رباح (20 يونيو 1992) هو لاعب كرة قدم قطري، يجيد اللعب في الظهير. يلعب حاليا لصالح نادي أم صلال القطري.
كانت بداياته مع نادي السد وانتقل إلى أم صلال في عام 2016.

## روابط خارجية
- عمر يحيى رباح على موقع Soccerway.com (الإنجليزية)

عمر يحيى رباح